# Blastus pauciflorus
Blastus pauciflorus là một loài thực vật có hoa trong họ Mua. Loài này được (Benth.) Guillaumin mô tả khoa học đầu tiên năm 1913.